# Max Schmeling

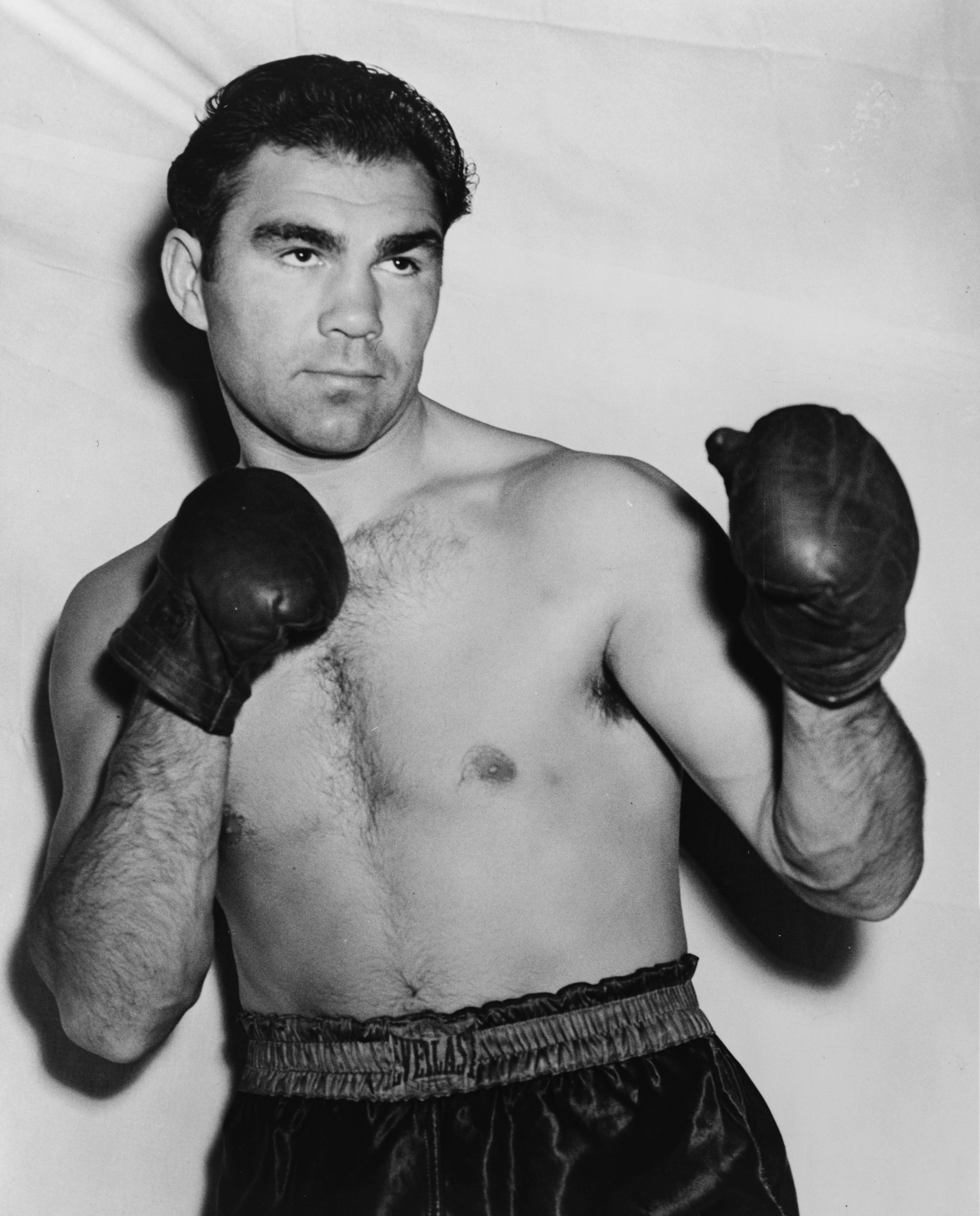

Max Schmeling (Klein Luckow, 28 september 1905 – Wenzendorf, 2 februari 2005) was een Duits zwaargewicht bokser.
Schmeling groeide op in Hamburg en is tot nu toe de enige zwaargewichtbokskampioen uit Duitsland. Op 16-jarige leeftijd raakte hij geïnteresseerd in de bokssport, op 19-jarige leeftijd begon hij als profbokser. Hij veroverde de wereldtitel in 1930 in New York door Johnny Risko en Jack Sharkey te verslaan en werd zo de eerste Europeaan die de wereldtitel zwaargewicht veroverde. Hij verdedigde zijn titel tot 1932, toen hij in een controversieel gevecht verloor van Sharkey. Schmeling maakte furore door onder andere de onoverwinnelijk geachte Amerikaan Joe Louis te verslaan op 19 juni 1936. Later zou hij alsnog door Louis worden verslagen, tijdens een beladen gevecht op 22 juni 1938.

## Acteur
In 1930 speelde Schmeling een hoofdrol in de film Liebe im Ring van Reinhold Schünzel en in 1935 in Knockout - Ein Junges Mädchen, ein Junger Mann van Karel Lamač, waarin ook zijn echtgenote Anny Ondra een hoofdrol speelde. In beide films speelt hij een bokser.
Na de oorlog speelde hij nog enkele kleine rollen in films.

## Nazisme
Het gevecht van 22 juni 1938 tegen Joe Louis was veel meer dan alleen een bokswedstrijd. Het gevecht was, tegen wil en dank, door de nazipartij uitgeroepen tot een demonstratie van de suprematie van het Arische ras ten opzichte van het Afrikaanse ras. Helaas voor de propagandamachine werd Max Schmeling in de eerste ronde - na 124 seconden - knock-out geslagen door de zwarte Louis. Vanaf de machtsovername in 1933 probeerde men om Schmeling voor de nazipartij te winnen. Ondanks een aantal ontmoetingen met Hitler en Goebbels en aandrang van de nazi's, is Schmeling nooit lid geworden van de NSDAP. Ook toen de nazi's eisten dat hij zijn Joods-Amerikaanse manager Joe Jacobs zou ontslaan en zich liet scheiden van zijn vrouw - de niet-arische, Tsjechoslowaakse filmster Anny Ondra -, weigerde Schmeling resoluut. Wel wist hij de Amerikaanse sportdelegatie te overtuigen om deel te nemen aan de Olympische Spelen van Berlijn (1936): hiervoor moest Hitler persoonlijk beloven dat de veiligheid van de sporters gegarandeerd was. Tijdens de Reichskristallnacht van 9 op 10 november 1938, bood Schmeling onderdak aan de beide zoons van een Joodse vriend, die daarmee beschermd werden tegen de moordende, brandstichtende en plunderende SA-eenheden.

## Tweede Wereldoorlog
De aanhoudende weigering van Schmeling om zich te lenen voor het naziapparaat bleef niet zonder gevolgen. In 1940 werd hij onder de wapens geroepen als parachutist van de Luftwaffe. Op 21 mei 1941 raakte hij na een parachutesprong zwaargewond bij een aanval op het door de Britten bezette Kreta. Ondanks de maandenlange herstelperiode bleef hij zich vijandig opstellen tegen de nazi-ideologie. In 1943 werd hij vanwege zijn verwondingen uit dienst ontslagen.
Beroemde uitspraak van commentator van de wedstrijd waarin Max neerging: "Steh auf Max, ganz Deutschland weint"

## Na de oorlog
Vanwege financiële problemen ging Schmeling in 1947, acht jaar nadat hij voor het laatst voet in de ring had gezet, weer boksen. Lang zou dit niet duren: op 31 oktober 1948 stopte hij definitief met boksen, na 56 overwinningen uit 70 gevechten als professional. Wel bleef hij als scheidsrechter bij de bokssport betrokken. Later werd Schmeling een succesvol zakenman: hij was onder andere de vertegenwoordiger van Coca-Cola in Europa.
Na een ontmoeting in 1954 raakten hij en de aan lager wal geraakte Joe Louis goed bevriend. Vanaf die tijd gaf Schmeling financiële steun aan Louis. Hij was ook een van de dragers tijdens Louis' begrafenis in 1981, waarvan hij de kosten op zich nam.
Schmeling overleed op 99-jarige leeftijd in zijn woonplaats Wenzendorf, in de Samtgemeinde Hollenstedt.

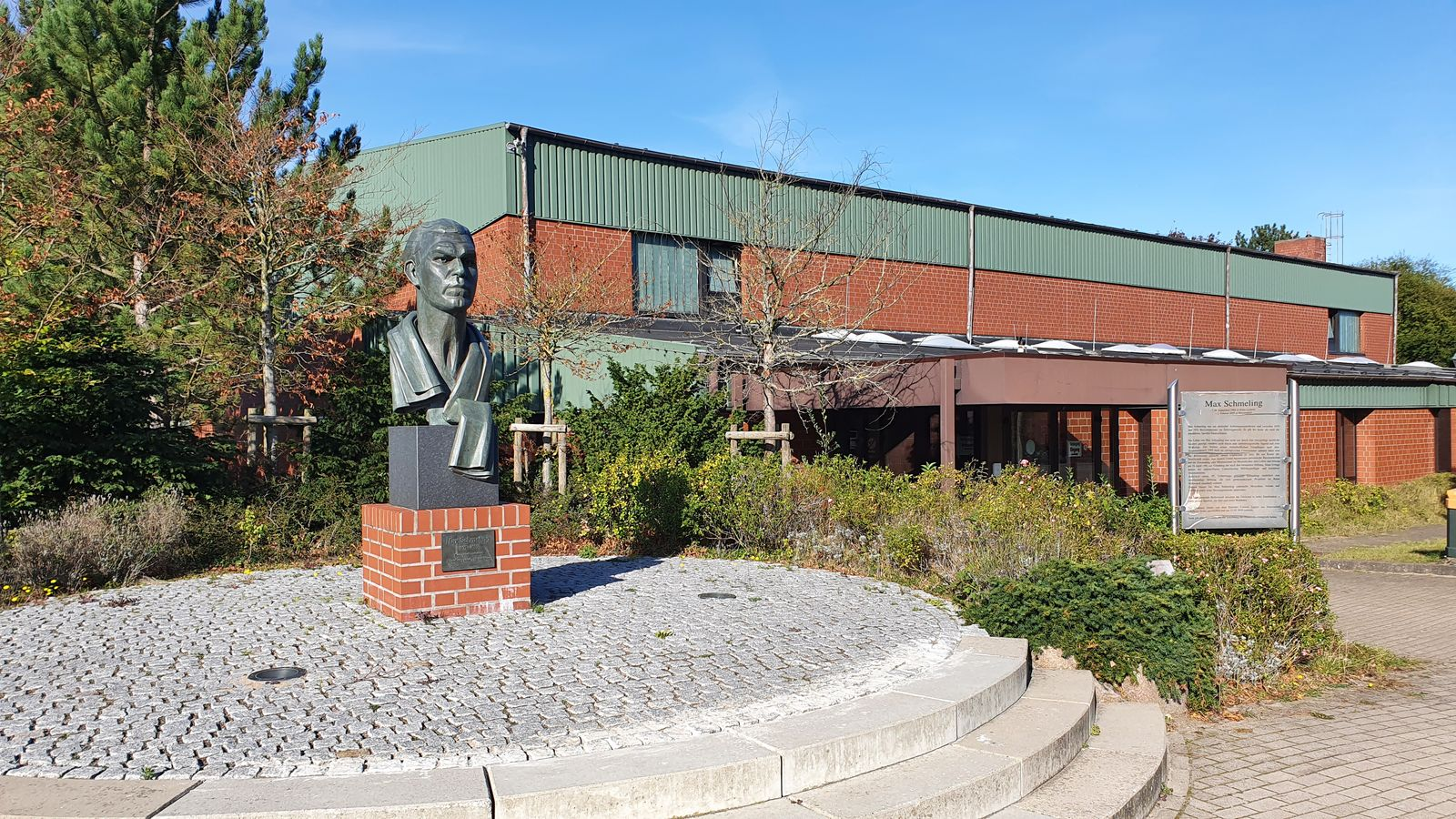
Monument voor Max Schmeling te Hollenstedt